# Anders Geert-Jørgensen
Anders Geert-Jørgensen (15. december 1863 i Stensby – 15. juni 1936 i Vejlby) var en dansk sognepræst og politiker, far til psykiateren Einar Geert-Jørgensen.
1929-32 sad han i Folketinget valgt i Århus Amtskreds for Danmarks Retsforbund.
Han var gift med Anna Mortensen (1864-1926).